# Outfit7 News United Kingdom
Outfit7 News United Kingdom, a fost o emisiune britanică de știri, care s-a difuzat pe YouTube în Marea Britanie cât și în întreaga lume, primul episod a avut loc pe 27 august 2017, iar ultimul episod a avut loc pe 31 ianuarie 2020.
La data de 1 februarie 2020, a fost desființată emisiunea britanică, inclusiv și Compania de producție Outfit7 Television Centre.

## Lista Sezoanelor:
Sezonul 1 - 27 august 2017 - 13 decembrie 2017
Sezonul 2 - 30 ianuarie 2018 - 31 august 2018
Sezonul 3 - 25 ianuarie 2019 - 31 decembrie 2019
Sezonul 4 - 05 ianuarie 2020 - 31 ianuarie 2020